# 후3년의 역

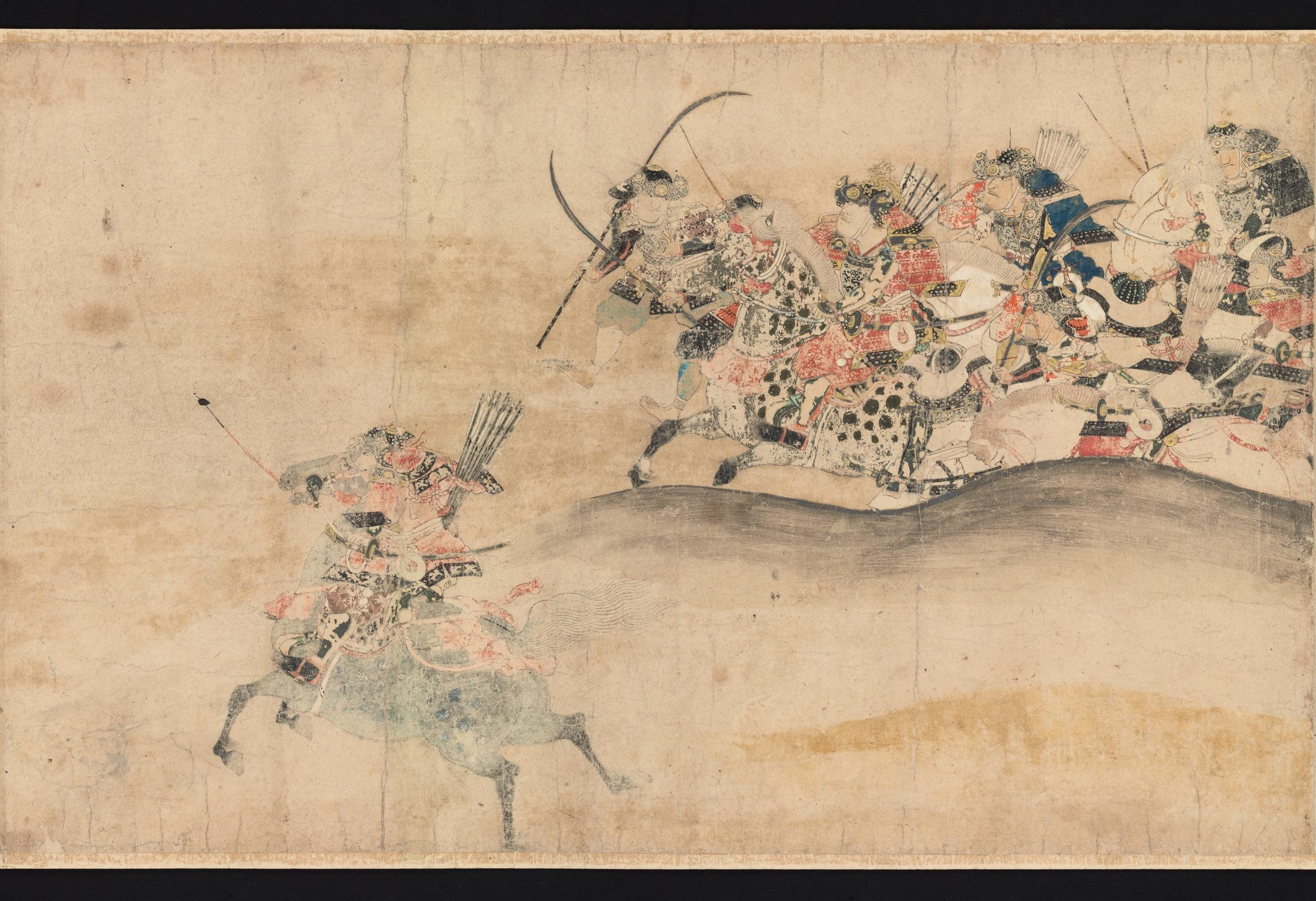

후3년의 역(일본어: 後三年の役)은 헤이안 시대 후기에 무쓰ㆍ데와 양국을 무대로 벌어진 싸움으로, 전9년의 역 이후 도호쿠 지역을 제패하고 있던 호족 데와 기요하라씨와 조정에서 파견한 지방관 미나모토노 요시이에(源義家) 세력간에 벌어진 또 한 번의 충돌이었다. 이 싸움의 끝에 데와 기요하라씨는 멸망하고 뒤를 이어 오슈 후지와라씨 집안이 도호쿠의 패자로 대두하게 되었으며, 난을 계기로 요시이에가 현지 무사들을 끌어들여 자신의 휘하로 편재하는데 성공하면서 훗날 겐지가 세우게 될 무가정권의 단초를 마련한 사건으로 평가되고 있다.

## 경위

### 배경
11세기 도호쿠 지방은 데와 기요하라씨 손에 있었다. 12년에 걸친 전9년의 역 이후, 무쓰의 지방관과 대립하던 현지 호족 아베씨가 요리요시를 위시한 중앙군과 데와의 호족이던 데와 기요하라씨의 합공으로 멸망하고, 이후 무쓰의 아베씨가 다스리던 영지들까지 데와 기요하라씨가 손에 넣었다. 형식적으로는 지방관인 무쓰노카미 미나모토노 요리요시의 휘하 군사였다고는 하지만, 전9년의 역을 진압한 실질적인 힘은 데와 기요하라씨에게 있었다. 더구나 요리요시가 무쓰노카미에서 이요노카미로 옮겨가면서 무쓰에서의 현지 장악 시도가 차단되고, 데와 기요하라씨가 아베씨를 대신하는 대호족으로 부상하게 된 것이다.
에이호 3년(1083년)까지의 토호쿠 지역의 정치상황은 알려지지 않았지만, 전9년의 역에 참전했던 기요하라노 다케노리(淸原武則)를 거쳐 그의 아들 다케사다(武貞)로 당주 자리는 세습되었다. 다케사다는 전9년의 역이 끝난 뒤 아베씨에 가담했다가 처형당한 후지와라노 쓰네키요(藤原經淸)의 아내이자, 아베씨의 당주 요리토키의 딸 아루카이치노 마에를 자신의 측실로 삼았다. 아루카이치노 마에에게는 쓰네키요와의 사이에서 얻은 일곱 살 난 아들이 있었는데, 그 아들도 다케사다는 양자로 받아들이고 기요하라 성씨를 붙여 기요하라노 기요히라(淸原淸衡)라 했다. 그리고 아루카이치노 마에에게서는 다른 아들 이에히라(家衡)를 얻었다. 그에게는 데와 기요하라씨와 아베씨 두 총령가의 피가 모두 섞여 있었다.

### 사네히라의 양자 나리히라(成衡)와 그의 혼인
다케사다가 죽은 뒤, 데와 기요하라씨의 소료(惣領) 자리는 적자 사네히라(眞衡)가 이어받았다. 사네히라는 간무 헤이지 일족의 가이미치노고타로(海道小太郎)라는 인물을 양자로 받아들였는데, 이가 기요하라노 나리히라(淸原成衡)이다. 헤이시와의 연척관계를 형성한 것에 이어 사네히라는 겐지와의 연척관계도 구축하고자 했고, 에이호 3년(1083년)에 히타치에서 미나모토노 요리요시의 서녀(庶女)이라는 여자를 데려다 나리히라와 혼인시켰다.
그런데 나리히라의 혼례식날, 무쓰의 사네히라의 저택에 사네히라의 숙부이자 기요하라씨 일족의 장로인 기미코노 히데타케(吉彦秀武)가 찾아왔다. 일찍이 전9년의 역에서 공을 세운 전력도 있는데다 기요하라씨 일족의 장로이기도 했던 그는 나리히라의 혼인을 축하하려고 주칠한 항아리에 사금을 담아 예물로 가지고 찾아왔는데, 마침 나라(奈良)에서 온 법사와 바둑을 두고 있던 사네히라는 바둑에 빠져 히데타케를 본체만체 했고, 모욕감을 느낀 히데타케는 가져왔던 사금을 뜰에다 쏟아붓고 데와로 돌아가버렸다.

### 기요하라씨의 내분과 요시이에의 대립
히데타케의 이러한 행동에 격노한 사네히라는 곧장 군사를 일으켜 히데타케를 토벌하러 나섰다. 한편 히데타케는 자신과 마찬가지로 사네히라와 사이가 좋지 않던 기요히라ㆍ이에히라에게 밀사를 보내 봉기할 것을 부추겼고, 형제는 이에 호응해 거병해 시라토리무라(白鳥村)를 불사르고 사네히라의 저택으로 향했다. 이를 안 사네히라는 군사를 돌려 이들 형제를 토벌하러 나섰고, 기요히라 형제는 결전을 피해 본거지로 후퇴했다.
기요히라 형제가 싸우지도 않고 물러나자 사네히라는 다시 히데타케 토벌을 위해 데와로 출격할 준비를 서둘렀다. 그 해 가을, 전임 무쓰노카미 요리요시의 아들 미나모토노 요시이에가 무쓰노카미로 임명되어 무쓰로 들어왔다. 사네히라는 그에게 사흘에 걸친 성대한 환영식을 베풀고 다시 데와로 출격했다. 사네히라가 없는 틈을 절호의 기회라 판단한 기요히라 형제는 사네히라의 본거지를 공격했지만, 사네히라 편을 들어 공격해오는 요시이에에게 패하고 형제는 모두 요시이에에게 항복했다. 그런데 이 와중에 데와로 향해가던 사네히라가 행군 도중에 갑자기 급서하고 만다.

### 기요히라와 이에히라의 대립
사네히라가 급서한 뒤 요시이에는 사네히라가 갖고 있던 영지인 오쿠 6군을 기요히라와 이에히라에게 3군씩 나누어 주었는데, 영지 배분에 불만을 품은 이에히라는 오토쿠 3년(1086년), 동모형(同母兄) 기요히라의 저택을 쳐서 기요히라의 처자 일족을 모조리 죽여버리고 만다. 가까스로 살아남은 기요히라는 요시이에에게 도망쳐 이에히라에 맞섰다. 이에히라는 누마(沼) 요새에서 농성했고 요시이에와 기요히라의 연합군이 공격했지만 추운 겨울인데다 공성전 준비도 충분하지 않았던 탓에 결국 패하고 만다.
다케노리의 아우였던 기요하라노 다케히라(淸原武衡)는 이에히라가 이겼다는 소식에 이에히라에게로 달려와, 요시이에를 이긴 것은 더할 나위 없는 경사라고 추켜세우면서 난공불락의 요새로 알려져 있던 가네자와(金澤) 요새로 옮겨 싸울 것을 권했다. 간지(寬治) 원년(1087년) 요시이에ㆍ기요히라 연합군이 가네자와 요새를 공격했지만, 공격은 쉽지 않았다. 이때 기미코노 히데타케의 제안으로 요새를 포위하고 요새 안의 식량을 바닥나게 하자는 전술을 채택하면서 전세는 역전되었다. 양식이 바닥난 이에히라와 다케히라는 곧 가네자와 요새를 불태우고 도망쳤다. 이후 다케히라는 숨어있다가 붙들려와 처형되었고, 이에히라는 하인으로 변장하고 도망치려다가 잡혀 죽었다. 전쟁이 끝난 것은 12월이었다.

### 전후처리
요시이에는 전쟁이 끝난 뒤 조정에 승리 소식을 보고하고 거듭 논공행상을 청했지만, 처음부터 이 전쟁을 조정의 명령에 의한 것이 아닌 요시이에 개인의 사적인 전쟁으로 보고 있던 조정은 이를 거부했다. 결국 무쓰노카미에서 해임당했을 뿐 아니라, 전쟁 기간 동안 지방관으로서 조정에 공납해야 하는 황금의 양을 제대로 채우지 못했다는 이유로 그 미납된 양을 모두 채울 때까지 관직 진출도 제한당해, 조토쿠(承德) 2년(1098년)에야 시라카와(白河) 법황의 배려로 미납된 공납의 양을 메울 수 있었다. 요시이에가 동원한 무사들은 대부분 간토에서 출정해온 이들이었는데, 은상을 받지 못한 이들 무사들에게 요시이에는 자신의 개인 재산을 털어 은상을 주었다. 이는 오히려 간토에서 무문(武門)으로서의 겐지의 명성을 높이는 계기가 되었고, 훗날 후손 미나모토노 요리토모(源賴朝)에 의한 가마쿠라 막부 창건의 주춧돌이 되었다고 평가받고 있다.
기요히라도 전쟁이 끝난 뒤, 데와 기요하라씨가 다스렸던 옛 영지들을 손에 넣었다. 그리고 친아버지 쓰네키요의 성인 후지와라씨를 회복하여 오슈 후지와라씨를 열었다. 이후 오슈 후지와라씨는 4대 100년에 걸쳐 무쓰ㆍ데와 지역의 대호족으로 군림하게 된다.